# Venaco
Venaco är en kommun i departementet Haute-Corse på ön Korsika i Frankrike. Kommunen ligger i kantonen Venaco som tillhör arrondissementet Corte. År 2022 hade Venaco 643 invånare.

## Befolkningsutveckling
Antalet invånare i kommunen Venaco
Referens:INSEE